# Центральноазиатская полёвка
Центральноазиатская полёвка (лат. Alticola stoliczkanus) — типовой вид рода скальных полёвок (Alticola) из семейства хомяковых (Cricetidae). Встречается в Китае, Непале и северной Индии в Гималаях и прилегающих горных хребтах.

## Описание
У центральноазиатской полёвки длина туловища (включая голову) составляет от 10,0 до 12,1 см, а длина хвоста - от 1,4 до 2,4 см. Длина задней стопы от 20 до 23 миллиметров. Мех на спине коричневато-серый, часто с рыжевато-коричневым оттенком. Брюшная сторона бледно-серовато-белая, с дорсальной резко отграничена. Хвост очень короткий и покрыт белыми волосами. 
Череп имеет длину от 25,0 до 28,0 миллиметров. Он соответствует таковому у гоби-алтайской полёвки (Alticola barakshin), но слуховые барабаны bullae tympanica имеют длину около 7 миллиметров.

## Ареал
Центральноазиатская полёвка встречается от Восточной Азии до северной части Южной Азии в Китае, Непале и северной Индии в Гималаях, высокогорьях Тибета и прилегающих горных хребтах. В Китае она живет в  южном Синьцзяне, Цинхае и Ганьсу. В Индии вид широко распространен в Ладакхе, а также может быть найдена в Бутане. Отдельные находки в Балтистане и Гилгите остаются под вопросом и также могут относиться  к гималайской полёвке (Alticola roylei). Центральноазиатская полёвка на высотах более 4000 метров.

## Образ жизни
Центральноазиатская полёвка обитает в основном в сухих и полупустынных степных и кустарниковых местообитаниях в высокогорьях выше лесного пояса, но ниже нивального. Это дневной вид, и питается эта полёвка альпийскими травами. Самки могут приносить два выводка за сезон с апреля по август, размер помета составляет от четырех до пяти детенышей.

## Систематика
Центральноазиатская полёвка классифицируется как самостоятельный вид в пределах рода скальных полёвок (Alticola), который состоит из двенадцати видов. Первое научное описание принадлежит зоологу Уильяму Томасу Бланфорду из 1875 года, который описал этот вид как Arvicola stoliczkanus на основании особей из региона Ладакх в регионе Кашмир на северо-западе Индии. Вид был назван в честь Фердинанда Столички, который собрал типовой экземпляр во время своей гималайской экспедиции. Столичка погиб в 1874 году, и Бланфорд взял на себя описание собранных им млекопитающих и других частей его коллекции. 
Было описано несколько подвидов. Номинативный от A. s. stoliczkanus обитает в северной Индии и южном Китае, A. s. lama  в Тибете и в горах Куньлунь и A. s. bhatnagari в южных Гималаях от Непала до Сиккима.

## Статус, угрозы и охрана
Хотя информации о численности и фактическом ареале центральноазиатской полёвки мало, Международный союз охраны природы и природных ресурсов (МСОП) классифицирует ее как вызывающую наименьшее беспокойство. Это оправдано очень большой ареалом, предполагаемой большой численностью этого вида и хорошей приспособляемостью к изменениям среды обитания. Нет никаких известных угроз для существования вида на всём протяжении ареала.